# 劉兆玄內閣
劉兆玄內閣是指2008年5月20日至2009年9月10日期間，由時任行政院院長劉兆玄所領導的中華民國內閣，為馬英九政府的首任內閣，閣員皆以執政的中國國民黨黨員為主。
2009年8月，因台灣中南部發生八八水災，嚴重的人命財物損失引發民眾對於劉兆玄內閣行政的質疑和不信任，引起民怨，因而在2009年9月7日下午17點15分召開記者會宣布於9月10日總辭。

## 成員結構
劉兆玄內閣成員主要來自學界、國民黨智庫、以及技術官僚，36位政府首長中有24位博士，6人曾任大學校長，被一些人稱為「博士內閣」（後來的陳冲內閣也有此稱號）。另外，閣員中有10位女性，打破過往的人數紀錄。分析家認為這延續自蔣經國後期的邀請學者入閣的做法，反映儒家文化「學而優則仕」的價值觀；與此同時，其中許多人是技術官僚或國民黨時代的舊臣，有助於政黨輪替後迅速接手施政。

## 就任前內閣組成經過

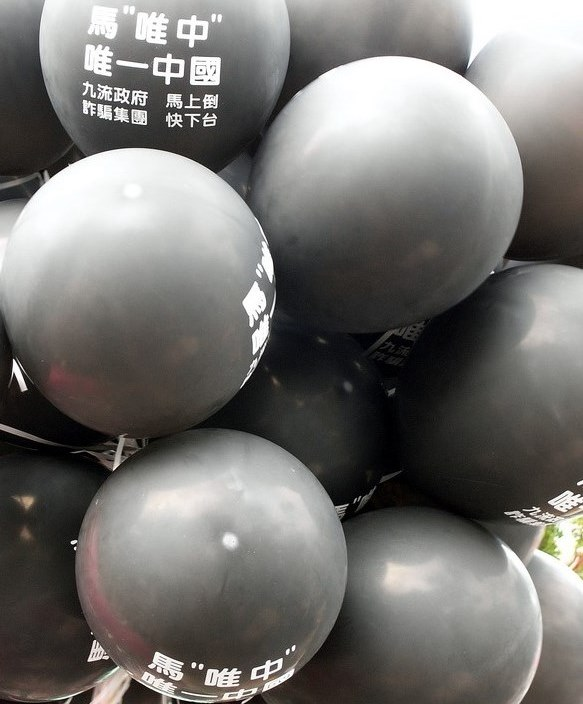
2008年1025反黑心顧台灣大遊行批判馬「唯中」的反馬英「九劉」兆玄政府黑心氣球

馬英九於2008年3月22日當選中華民國第十二任總統後，新任行政院長及內閣成員人選即成為各界矚目的焦點，前立法院副院長江丙坤、東吳大學校長劉兆玄等人被認為是可能的院長人選。
對於相繼出現黑函攻擊劉兆玄的新聞及江丙坤的年齡問題，4月10日，劉兆玄親口證實將出任行政院長，內閣成員名單也陸續對外公佈。4月21日，劉兆玄於台北市長官邸召開記者會，公佈第一波的17人內閣名單，其中僅3人具有外省籍，女性則佔5位。其中內定前財政部長邱正雄為行政院副院長、國民黨副秘書長廖風德為內政部長、前監察委員王清峰為法務部長。4月28日，劉兆玄與準副閣揆邱正雄於台北市長官邸公佈第二波內閣人事名單，其中最受矚目的教育部部長一職由前政大校長鄭瑞城接任，陸委會主委則由有台聯黨籍、被視為前總統李登輝核心幕僚的前立法委員賴幸媛出任。基於賴幸媛以前曾指責江丙坤為「台奸」，深綠色彩濃厚，引來國民黨基層的大反彈；而賴幸媛本人閉門不出。馬英九亦多次出面堅持賴幸媛的人事案，並要反對的人多想想；第三天晚上賴幸媛親訪江丙坤並共同召開記者會說明。翌日亦親自召開記者會化解各界質疑。
5月5日，劉兆玄再次公佈內閣人事，前立法委員高思博為蒙藏委員會委員長，前立法委員吳英毅為僑務委員會委員長。台灣省主席由內定政務委員蔡勳雄兼任，福建省主席由內定行政院秘書長薛香川兼任。5月10日，內定為內政部長的廖風德，由於登山時急病猝逝。為了政局安定考量，馬英九辦公室於5月15日，宣佈內政部長由原內定內政部政務次長、前中縣長廖了以接任，並同時宣佈行政院海岸巡防署署長由王進旺續任。

## 內閣成員異動歷史
- 2008年7月：金管會主委胡勝正任期屆滿，陳樹接任[13]。
- 2008年9月26日：衛生署長林芳郁因三鹿奶粉汙染事件中的三聚氰胺檢驗標準問題請辭獲准，由原總統府副秘書長葉金川接任。
- 2008年11月28日：因在2008年金融風暴中，金管會主委陳樹自我評估未達到水準自行請辭獲准，由永豐金控董事長陳接任[14]。
- 2008年12月31日：新聞局長史亞平轉任駐新加坡代表，由桃園縣環保局長蘇俊賓接任[15]。
- 2009年8月6日：原衛生署長葉金川因競選花蓮縣長而辭職，由楊志良接任[16]。
- 2009年9月10日：基於背負八八水災所造成之政治責任，行政院長劉兆玄宣布請辭並帶領內閣總辭。

## 內閣最後成員
| | |
| - 行政院院長：劉兆玄（國民） - 行政院副院長：邱正雄（國民） - 行政院秘書長：薛香川（國民） - 行政院副秘書長：陳慶財 - 內政部部長：廖了以（國民） - 外交部部長：歐鴻鍊（國民） - 國防部部長：陳肇敏（國民） - 財政部部長：李述德（國民） - 教育部部長：鄭瑞城 - 法務部部長：王清峰 - 經濟部部長：尹啟銘（國民） - 交通部部長：毛治國（國民） - 蒙藏委員會委員長：高思博（國民） - 僑務委員會委員長：吳英毅（國民） - 行政院衛生署署長：楊志良（2009年8月6日－2011年2月8日）（國民） - 行政院環境保護署署長：沈世宏 - 行政院海岸巡防署署長：王進旺 - 行政院經濟建設委員會主任委員：陳添枝（政務委員兼任） - 行政院大陸委員會主任委員：賴幸媛（台聯→無黨） - 行政院國軍退除役官兵輔導委員會主任委員：高華柱（國民） - 行政院青年輔導委員會主任委員：王昱婷（國民） - 行政院原子能委員會主任委員：蔡春鴻 - 行政院國家科學委員會主任委員：李羅權 - 行政院研究發展考核委員會主任委員：江宜樺（國民） - 行政院農業委員會主任委員：陳武雄（國民） - 行政院文化建設委員會主任委員：黃碧端 - 行政院勞工委員會主任委員：王如玄 | - 行政院公平交易委員會主任委員：湯金全（獨立機關任期至2010年1月31日屆滿，不受內閣改組影響）（民進） - 行政院公共工程委員會主任委員：范良銹（政務委員兼任） - 行政院體育委員會主任委員：戴遐齡 - 行政院客家委員會主任委員：黃玉振（國民） - 行政院原住民族委員會主任委員：章仁香（國民） - 行政院消費者保護委員會主任委員：邱正雄（行政院副院長兼任） - 中央選舉委員會主任委員：張政雄（任期制的獨立機關，不受內閣改組影響） - 行政院金融監督管理委員會主任委員：陳冲（2008年11月28日－） - 行政院飛航安全委員會主任委員：吳靜雄 - 北美事務協調委員會主任委員：朱文祥（2008年2月20日－） - 國家通訊傳播委員會主任委員：彭芸 - 行政院新聞局局長兼行政院發言人：蘇俊賓（2008年12月31日－）（國民） - 行政院主計處主計長：石素梅（國民） - 行政院人事行政局局長：陳清秀 - 中央銀行總裁：彭淮南（不受內閣改組影響）（國民） - 國立故宮博物院院長：周功鑫 - 不管部會之政務委員：蔡勳雄（國民）、朱雲鵬（國民）、張進福、曾志朗、陳添枝、范良銹、薛承泰（國民） - 臺灣省政府主席：蔡勳雄（政務委員兼任） - 福建省政府主席：薛香川（行政院秘書長兼任） - 行政院中部聯合服務中心主任：蔡勳雄（政務委員兼任） - 行政院南部聯合服務中心主任：蔡勳雄（政務委員兼任） - 行政院東部聯合服務中心主任：蔡勳雄（政務委員兼任） |

## 其他政務官及事務（常務）官
| | |
| - 內政部政務次長：林中森（2009年3月9日－）（國民） - 內政部常務次長：曾中明（2009年3月9日－）、簡太郎（國民） - 外交部政務次長：夏立言 - 外交部常務次長：侯清山、林永樂 - 國防部軍政副部長：張良任 - 國防部軍令副部長：林鎮夷（2009年2月5日－） - 國防部軍備副部長：趙世璋（2009年2月5日－） - 國防部常務次長：黃奕炳、林於豹 - 經濟部政務次長：鄧振中 - 經濟部常務次長：林聖忠（2008年9月－）、黃重球（2009年3月－） - 財政部政務次長：張盛和（國民） - 財政部常務次長：劉燈城 - 教育部政務次長：呂木琳 - 教育部常務次長：林聰明（2009年2月17日－）、吳財順 - 交通部政務次長：游芳來 - 交通部常務次長：陳威仁（2009年2月27日－）（國民） - 法務部政務次長：黃世銘 - 法務部常務次長：蔡茂盛、吳陳鐶 - 僑務委員會副委員長：任弘、薛盛華、許振榮 - 中央銀行副總裁：周阿定、楊金龍 - 行政院主計處副主計長：李玉麟、鹿篤瑾 - 行政院人事行政局副局長：鐘昱男、朱永隆 - 行政院新聞局副局長：易榮宗 - 行政院衛生署副署長：張上淳、鄭守夏、陳再晉 - 行政院環境保護署副署長：邱文彥（2008年8月1日上任）（國民） - 行政院海岸巡防署副署長：尤明錫、鄭樟雄 - 行政院經濟建設委員會副主任委員：胡仲英、單驥、黃萬翔 | - 行政院大陸委員會副主任委員：劉德勳、張良任、傅棟成 - 行政院國軍退除役官兵輔導委員會副主任委員：林文山、劉國傳 - 行政院青年輔導委員會副主任委員：陳聰勝 - 行政院原子能委員會副主任委員：謝得志 - 行政院國家科學委員會副主任委員：陳正宏、陳力俊、張文昌 - 行政院研究發展考核委員會政務副主任委員：葉匡時（國民）、宋餘俠 - 行政院農業委員會副主任委員：胡興華、黃有才、胡富雄 - 行政院文化建設委員會副主任委員：張譽騰、洪慶峰 - 行政院勞工委員會副主任委員：潘世偉、郭芳煜 - 行政院金融監督管理委員會副主任委員：李紀珠（2008年7月接任）（國民） - 行政院公平交易委員會副主任委員：吳秀明（2009年3月19日－） - 行政院公共工程委員會副主任委員：陳振川、鄧民治 - 行政院體育委員會副主任委員：林國棟、陳顯宗、曾參寶 - 行政院客家委員會副主任委員：劉東隆、莊錦華 - 行政院原住民族委員會副主任委員：王進發、林江義（國民）、徐明淵 - 行政院人事行政局副局長：鐘昱男 - 國家通訊傳播委員會副主任委員：陳正倉 - 國立故宮博物院副院長：馮明珠、黃永泰 |

## 內閣爭議發言
- 2008年5月21日：國防部長陳肇敏於立法院備詢時評論三一九槍擊事件，稱根據真調會調查結果，「前總統陳水扁肚子的槍傷，根本就不是在2004年319當天在台南市金華街第一現場所造成[22]。」
- 2008年6月11日：衛生署長林芳郁在立法院備詢時，稱腸病毒疫情預期在兩星期內可獲得控制，媒體記者會後追問若未能獲得控制時有何對策，林芳郁回答「那就祈禱」。[23]
- 2008年7月8日：面對跌跌不休的台灣股市，經濟部長尹啟銘表示他在上任前提到股市上看兩萬點，「是與在場企業主之間的玩笑話」。[24]
- 2008年9月4日：財政部長李述德面對媒體詢問股市投資人因慘賠而自殺一事，先是嘿嘿乾笑數聲，隨後說「融資斷頭是個人的問題」、「沒有賣也沒有損失。」[25]
- 2008年9月8日：政務委員兼公共工程委員會主委范良銹主持「台北縣特二號快速道路三之二標」公聽會，與會人士表示應保持湳仔當地河岸景觀，范良銹回答「台北板橋以前是個湖，叫做康熙湖，不然你回到（清朝）那個時代好了。」「那麼喜歡冬山河，那你搬過去住好了。」[26]
- 2008年10月13日：行政院秘書長薛香川在立院答詢時就聲稱，政府因應金融風暴的措施，「神仙來都不會做得比現在好」。由於當時台股跌跌不休，一直被外界點名應該下台負責的財長李述德，昨天也在立院答詢時回應表示，他「服務公職30年，凡事盡心盡力，自認做得還不錯，雖然不一定符合外界期待，他會謙卑以對[27]。」
- 2008年12月4日：交通部長毛治國要求觀光局提供旅遊資訊，供無薪休假族「趁機玩台灣」，引發藍綠立委痛批「何不食肉糜[28]」。
- 2009年1月8日：環保署長沈世宏於立法院備詢時，稱潮寮臭氣「一直都有」，是「新任潮寮國中校長鼻子太靈敏才會發現。」[29]
- 2009年1月21日：法務部長王清峰參加台中監獄春節聯歡活動，對受刑人稱「抱抱（檢察總長）就可以假釋」。[30]
- 2009年2月24日：邱議瑩質詢行政院長劉兆玄，如果今年經濟成長率低於負5%怎麼辦？劉揆先說須改組內閣，最後表示「我會完全承認失敗，我會自己知所進退。」當立委追問是否下台，劉揆不願明講，只強調還要與國際情況相比，如果屆時其他國家情況也都很不好，經濟成長率負5%說不定算是「很好的[31]」。
- 2009年3月7日：人事行政局長陳清秀出席一項論壇時公開抱怨「台灣的政務官待遇比鄰近國家低，申報財產好像被『脫光衣服』」。民進黨立委批評陳「何不食肉糜？」，國民黨立委亦稱陳存有「八股心態」。[32]
- 2009年3月9日：國防部長陳肇敏在立法院備詢，回去會研究把「廚餘」送給貧困同胞食用[33]。
- 2009年5月17日：衛生署長葉金川面對媒體是否會於世界衛生大會上有機會發言時，技巧性宣示台灣主權或做出台灣與中國大陸的區隔時表示，「這樣人家會覺得你們這個爛國家，為什麼要提這些東西？」「這樣做有點是自取其辱！」[34]
- 2009年6月24日，原民會在面對平埔族爭取列為原住民的要求時以新聞稿指出平埔族此舉是「乞丐趕廟公」，也導致外界對於章仁香所主政的原民會有撕裂族群之嫌疑。[35]
- 2009年8月17日，總統府國策顧問林火旺於政論節目中指出行政院秘書長薛香川於8月9日（八八水災期間）前往福華飯店用餐，薛香川隨後Call-in進入該節目指出聚餐日期是8月8日，並稱「父親節吃飯很過分嗎？」[36]

## 外部連結
維基新聞相關報導：準行政院長劉兆玄 公佈中華民國新政府第一波內閣名單
 維基新聞相關報導：劉兆玄追加第二波新內閣名單 「九萬兆」新政府團隊正式拍板底定